# Чунський
Чунський (рос. Чунский) — робітниче селище, адміністративний центр Чунського району Іркутської області Росії.

## Географія
Розташований біля річки Чуни (Уди), за 816 км на північний захід від Іркутська.

## Історія
Населений пункт заснований в 1947 році. Статус селища міського типу — з 1955 року.

## Населення
Населення — 14 135.

## Освіта
- 6 загальноосвітніх шкіл.
- Школа мистецтв.
- Дитяча музична школа.

## Зв'язок
Поштові відділення. Провідна телефонний зв'язок, стільниковий зв'язок, діють оператори МТС, Мегафон, Білайн.

## Транспорт

### Залізничний транспорт
Чунський розташований на 141 км Східно-Сибірської залізниці. У селищі є станція Чуна. Крім неї, вагонне депо Чуна-ВЧД.

### Історія
Станція Чуна заснована в 1958 році, на момент здачі в експлуатацію Тайшет-Ленської залізниці (нині ділянку ВСЖД Тайшет (станція Тайшет) — Усть-Кут (станція Лена)).
До 1997 року станція Чуна була граничної між Братськом відділенням ВСЖД (НОД-4, Чуна — Лена) і Тайшетського відділенням ВСЖД (Тайшет — Чуна).